# Spilocuscus papuensis
Spilocuscus papuensis is een zoogdier uit de familie van de koeskoezen (Phalangeridae). De wetenschappelijke naam van de soort werd voor het eerst geldig gepubliceerd door Anselme Gaëtan Desmarest in 1822. Het is de enige gevlekte koeskoes waarbij zowel de mannetjes als vrouwtjes gevlekt zijn. 

## Voorkomen
De soort komt voor op het eiland Waigeo en het nabijgelegen eiland Gam in Indonesië.